# بالونس
بالونس (به اسپانیایی: Balones) دهستانی در استان آلیکانتهٔ اسپانیا است.
در این دهستان ۱۵۷ نفر زندگی می‌کنند. مساحت این دهستان ۱۱٫۲۴ کیلومتر مربع است.